# Восстание в Бахрейне
Восстание в Бахрейне — массовые протесты в Бахрейне, начавшиеся в феврале 2011 года. Являются частью волнений, охвативших арабский мир в 2011 году. Протесты были в основном нацелены на достижение большей политической свободы и уважения прав человека.

## Описание
Демонстрации с требованием перемен начались 14 февраля, демонстранты заняли Жемчужную площадь в центре Манамы, позднее сами переименовали её в площадь Тахрир (Освобождение), по аналогии с площадью в Каире, в столицу была введена армия.

## Хроника
- 14 февраля (понедельник) — погиб демонстрант[4].
- 15 февраля (вторник) — на похоронах погибшего в понедельник демонстранта погиб ещё один человек[4].
- 16 февраля (среда). Тысячи бахрейнцев собираются на Жемчужной площади, которую они переименовали в площадь Освобождения (Тахрир). Люди разбили здесь палаточный городок[5].
- 17 февраля (четверг). В результате операции по очистке центральной площади Манамы, где демонстранты устроили палаточный городок, от действий полиции погибли по меньшей мере шесть человек, многие получили ранения[6].
- 18 февраля (пятница). Демонстранты собрались у центральной площади и были обстреляны полицией, 60 раненых[7]. Король поручил наследнику-принцу провести диалог с оппозицией по всем вопросам[8].
- 19 февраля (суббота). Оппозиция отвергла участие принца в урегулировании. На Жемчужной площади в центре Манамы, после того, как власти отдали распоряжение армии покинуть её, демонстранты вновь устанавливают палатки[9].
- 14 марта — 1000 военнослужащих из Саудовской Аравии и 500 полицейских из ОАЭ прибыли по мосту короля Фахда в Бахрейн[10], оппозиция расценила это как интервенцию в страну.
- 15 марта — введено чрезвычайное положение на 3 месяца[11], убит солдат Саудовской Аравии[12][13], ранее прибыли 1000 саудовских военных по приглашению властей Бахрейна. США не считают интервенцией вход иностранных войск[14]. В результате столкновений демонстрантов с силами правопорядка погибли три человека, около двухсот получили ранения[15].
- 16 марта — на главную площадь Манамы введены войска[16]. Во время разгона антиправительственной демонстрации погибли 5 человек, сотни демонстрантов получили ранения[17].
- 17 марта — арестовали шестерых руководителей оппозиции[18]. Восемь оппозиционных активистов получили пожизненные сроки за подготовку государственного переворота в Бахрейне, ещё 13 человек были осуждены по аналогичной статье на сроки от 2 до 15 лет[19]. В этот же день по официальным данным в ходе столкновений погибли трое демонстрантов и четверо солдат[13].

## Продолжение волнений в 2012 году
8 июня 2012 года при разгоне шиитской демонстрации правительственные силы применили шумовые гранаты и слезоточивый газ.

## Продолжение волнений в 2016 году
2 января 2016 года после казни в Саудовской Аравии авторитетного шиитского богослова Нимр ан-Нимра в стране возобновились протесты. На демонстрации в шиитском селении Абу-Сайба, к западу от столицы, призвали к массовым протестам. Полиция применила слезоточивый газ против демонстрантов.

## Международная реакция
- Министры иностранных дел государств Персидского залива (6 стран) на экстренной встрече 18 февраля поддержали власти Бахрейна[24].
- Президент США Барак Обама осудил кровопролитие в Бахрейне и призвал проявлять сдержанность к демонстрантам.
- Великобритания отказалась от поставок оружия и полицейского снаряжения в Ливию и Бахрейн в свете волнений[25].
- Отменён Гран-при Бахрейна «Формулы-1», который должен был состояться 13 марта 2011 года[26].
- Также были отменены две гонки GP2 Asia, которые были запланированы на 19-20 февраля и 1-2 марта.[27]